# BrooklynVegan
BrooklynVegan (lub BV) – amerykański internetowy magazyn kulturalny założony w 2004 roku przez Davida Levine’a, poświęcony głównie wiadomościom muzycznym, recenzjom albumów, koncertom i terminom tras koncertowych, zdjęciom i teledyskom, festiwalom oraz nowościom branżowym i technicznym.

## Historia i profil
BrooklynVegan został założony w 2004 roku przez Davida (Dave’a) Levine’a, początkowo jako strona internetowa (BrooklynVegan.com) o charakterze blogowym, poświęcona wegańskim opcjom jedzenia na Brooklynie. Jego założyciel pisał równolegle o muzyce, a zwłaszcza o muzyce na żywo w tejże dzielnicy. Choć kierunek ten szybko zyskał zwolenników, to Levine postanowił zachować pierwotną nazwę serwisu. W efekcie BrooklynVegan stał się blogiem muzycznym, poświęconym wiadomościom muzycznym z kraju i ze świata, recenzjom albumów i występom na żywo, zdjęciom, teledyskom, festiwalom, terminom tras koncertowych, nowościom branżowym i technicznym, wydarzeniom specjalnym i innym. Serwis publikuje poza tym treści niezwiązane z muzyką, takie jak: komedie, telewizja czy filmy, prowadzi również audycję radiową na falach SiriusXMU.
W 2008 roku BV zdobył tytuł najlepszego magazynu blogowego (Best Music Blog), przyznany przez magazyn Stereogum.
W styczniu 2013 roku BV zakupił heavymetalowy serwis Invisible Oranges mianując jego redaktorem naczelnym jednego z własnych współpracowników, Freda Pessaro. IO miało pozostać stroną poświęconą metalowi, ale jego treści redakcyjne miały być łączone z analogicznymi wiadomościami BV.
W połowie 2 dekady XXI w. BV został zakupiony przez przedsiębiorstwo multimedialne Townsquare Media, do którego należały również takie serwisy jak Loudwire, XXL czy Consequence of Sound.
W styczniu 2021 roku kolejnym właścicielem BV został Project M. W ciągu kilku dni od przejęcia nowy właściciel uruchomił pierwszy w historii BrooklynVegan sklep internetowy z płytami winylowymi, artykułami muzycznymi i kolekcjonerskimi.